# Byggecentrum
 Der er for få eller ingen kildehenvisninger i denne artikel, hvilket er et problem. Du kan hjælpe ved at angive troværdige kilder til de påstande, som fremføres i artiklen.

Byggecentrum var en erhvervsdrivende fond, som blev oprettet på basis af Marshallhjælpen i 1956 af det daværende Boligministerium. I en betænkning hed det, at man skulle etablere et: "Dansk byggecenter som et samlende organ for oplysningsvirksomhed inden for byggeriet". Behovet for et oplysningscenter opstod, da byggeriet blev mere og mere komplekst, og byggebranchen havde behov for et uafhængigt center, hvor man kunne finde objektiv information om nye byggemetoder, materialer mv.
Siden er Byggecentrum overgået fra statseje til at være en selvejende, erhvervsdrivende fond, som udbød data- og softwareprodukter til professionelle i byggebranchen, internetportalen BygNet, byggefaglige publikationer, forlagsaktiviteter, permanente byggeudstillinger samt møde- og konferencefaciliteter fortrinsvis for byggeriet.
Byggecentrum var blandt andet formidler af forskellige relevante regel- og lovsamlinger for byggeriets parter, heriblandt Erhvervs- og Byggestyrelsens bygningsreglementer.
I foråret 2016 blev Byggecentrum og Foreningen bips lagt sammen til organisationen Molio – Byggeriets Videnscenter.